# Холт, Джон
Джон Холт (англ. John Holt; 14 апреля 1923, Нью-Йорк — 14 сентября 1985, Бостон) — американский педагог, критик и реформатор школьной системы, идеолог хоумскулинга, «отец» анскулинга, разработчик альтернативных методик обучения, защитник прав детей . Автор книг о недостатках школьной системы, о познавательном процессе в обучении.

## Биография
Джон Холт родился 14 апреля 1923 года в семье менеджера страховой компании Генри Холта (Henry Holt) и его супруги Элизабет Крокер (Elizabeth Crocker). Джон был старшим из троих детей. После него в семье родились две младшие дочери Джейн и Сью. 
Джон Холт получал среднее образование в элитных школах, в числе которых швейцарская школа-интернат Le Rosey (1935—36 гг.) и Нью-Гемпширская Академия Филлипса в Эксетере (1937—39 гг.). В 1943 году окончил Йельский университет по специальности промышленная инженерия.
Во время Второй мировой войны служил в подводном флоте США в звании младшего офицера. На подводной лодке «Барберо» участвовал в боях в Тихом океане. Был награждён боевой ленточкой. В книге «Никогда не поздно» (Never Too Late) признавался, что считает участие в боевых действиях своей самой главной «школой». Был демобилизован в 1946 году. 
После войны работал сотрудником международной миротворческой организации «Объединённые мировые федералисты», целью которой было создание единого всемирного правительства. Покинул организацию в 1952 году, находясь в должности исполнительного директора Нью-Йоркского филиала организации. В 1953 году радикально сменил сферу деятельности, устроившись поваром в частную школу в Колорадо. Первой преподавательской работой Джона Холта была должность учителя математики и второго языка в школе «Колорадо Роки Маунтин».
С целью распространения информации об альтернативных методиках образования в 1971 году Холт основал компанию «Холт Ассошиэйтс». Сотрудникам компании, многие из которых были родителями хоумскулеров, разрешалось работать в офисе вместе со своими детьми . 
В 1977 году Джон Холт учредил журнал «Растём без школы». Это было первое американское периодическое издание о хоумскулинге, анскулинге и внешкольном образовании. После смерти Джона Холта в 1985 году издателем журнала стал Пэт Фаренга. В 2001 году журнал прекратил своё существование.
Вместе с коллегой, школьным учителем Биллом Халлом (Bill Hull), осуществил эксперимент по наблюдению за детьми во время школьных занятий. В ходе эксперимента один учитель вёл урок, а второй наблюдал за происходящим и делал записи . Эти записи, сделанные на протяжении семи лет преподавания Джона Холта в средней школе, легли в основу его первых двух книг  «Причины детских неудач» (1964) и «Залог детских успехов» (1967). 
Джон Холт выступал против школьной оценочной системы и тестирования  как способа проверки знаний. Школу Холт называл местом, в котором заглушается детское любопытство и интерес . 
Мы не должны учить детей сообразительности. Они изначально сообразительны. Мы должны только перестать делать их тупыми.
Книга «Причины детских неудач» посвящена детской неуспеваемости в школе. Джон Холт выявил три основные причины неуспеваемости: 
- страх,
- скука,
- разрозненность и бессмысленность школьного познавательного материала [12].

Главной целью школьников, по мнению Холта, является стремление избежать неприятностей, неловкости, наказания и потери статуса. Для достижения этой цели дети используют на уроках следующие защитные стратегии : 
- молчание,
- бормотание,
- «скажи/спроси наугад»,
- «скажи и посмотри» (последи за реакцией учителя).

Задача обучения, как считает Холт, подменяется в школе задачей получения правильных ответов любыми средствами. Вследствие данной подмены, учителя вознаграждают не знание и понимание, а способность ученика создавать видимость знания и понимания . Ученик же, в результате выполнения школьного задания, чувствует не удовлетворение от законченной работы, а облегчение от того, что больше не нужно думать о выполнении этого задания.